# Mentha spicata
Mentha spicata, conocida popularmente como hierbabuena, yerbabuena o menta de jardín, es una especie del género Mentha, una hierba aromática muy empleada en gastronomía y perfumería por su aroma intenso y fresco.

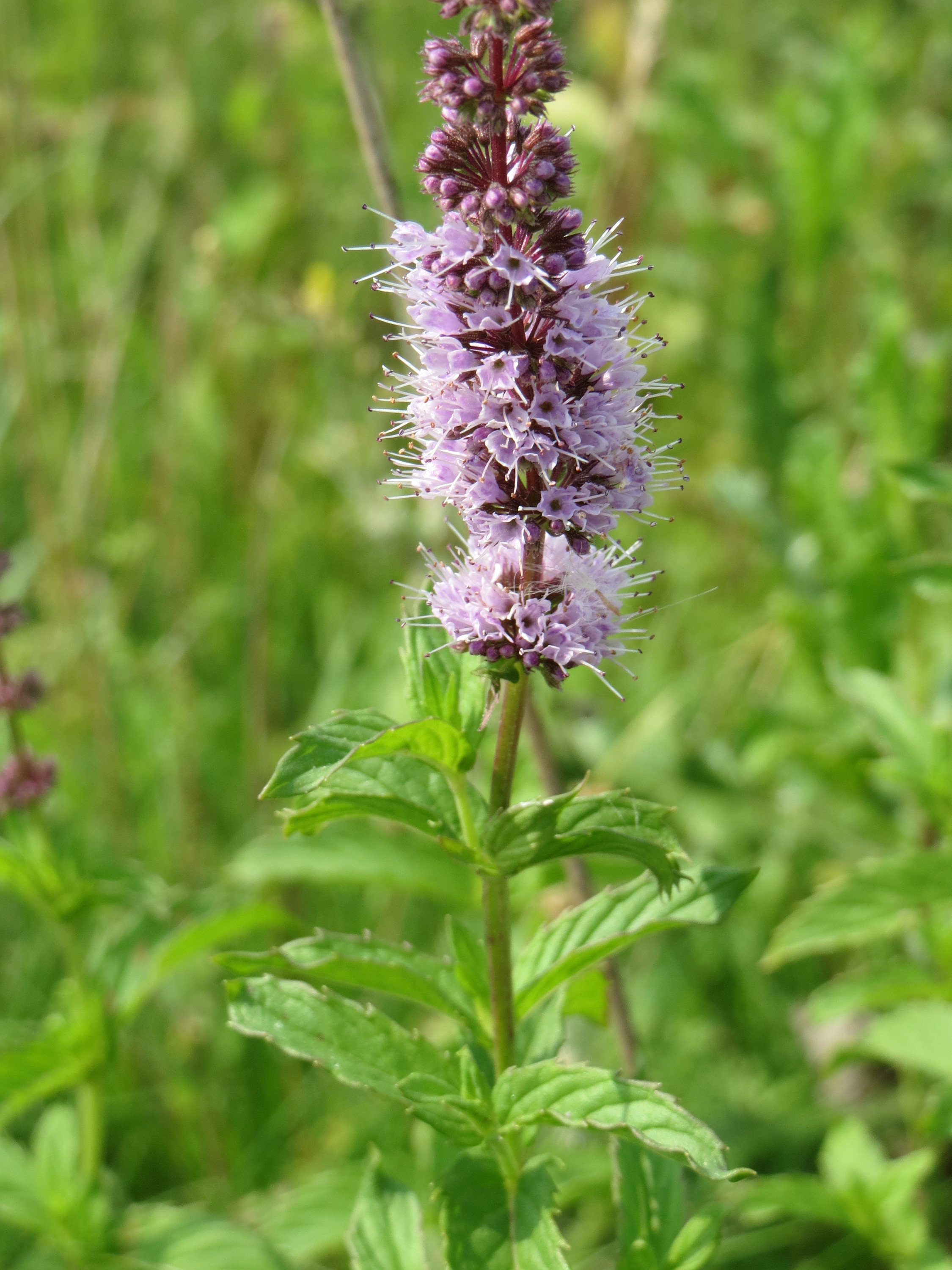
Inflorescencia.

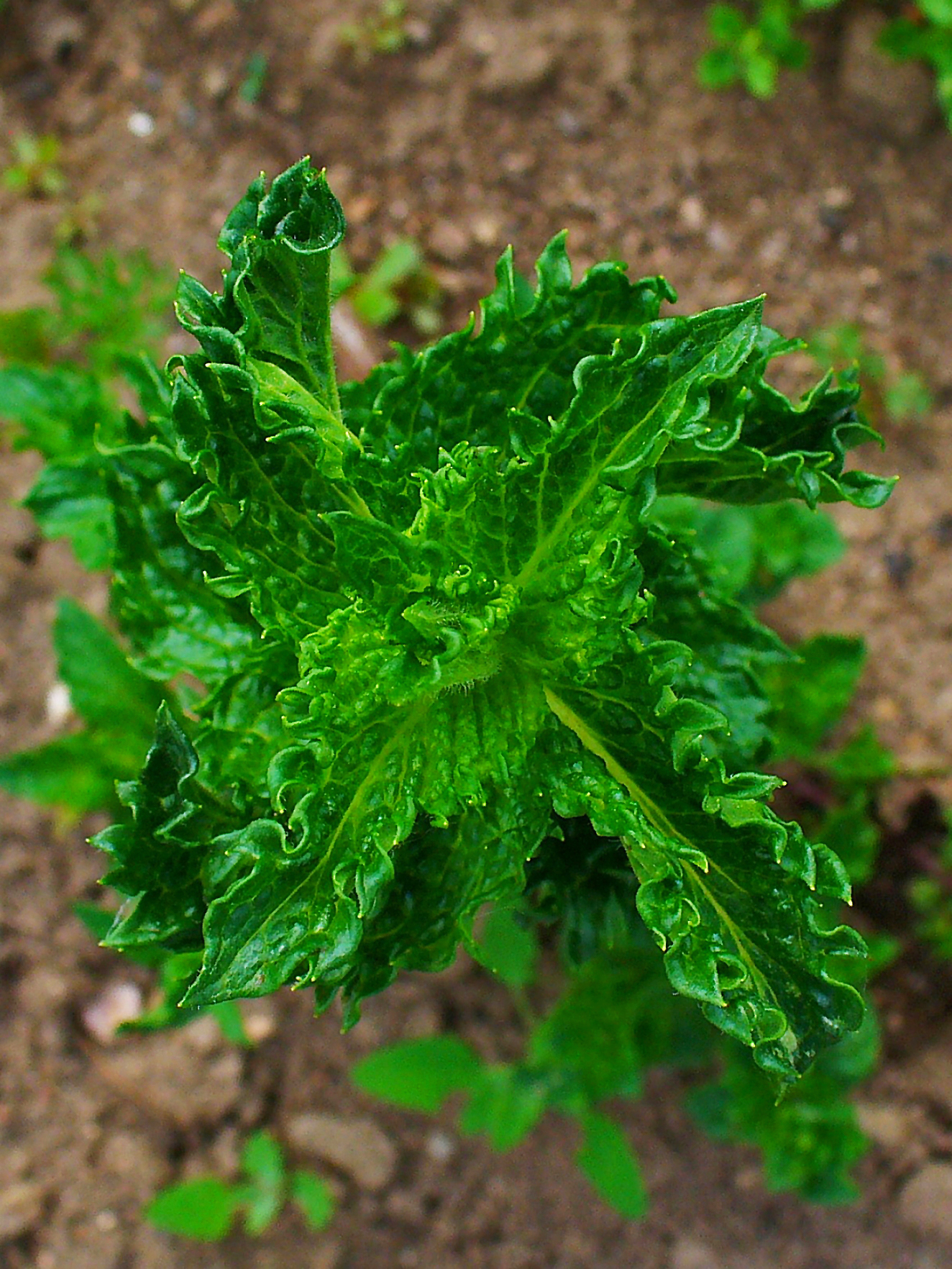
Vista de la planta.

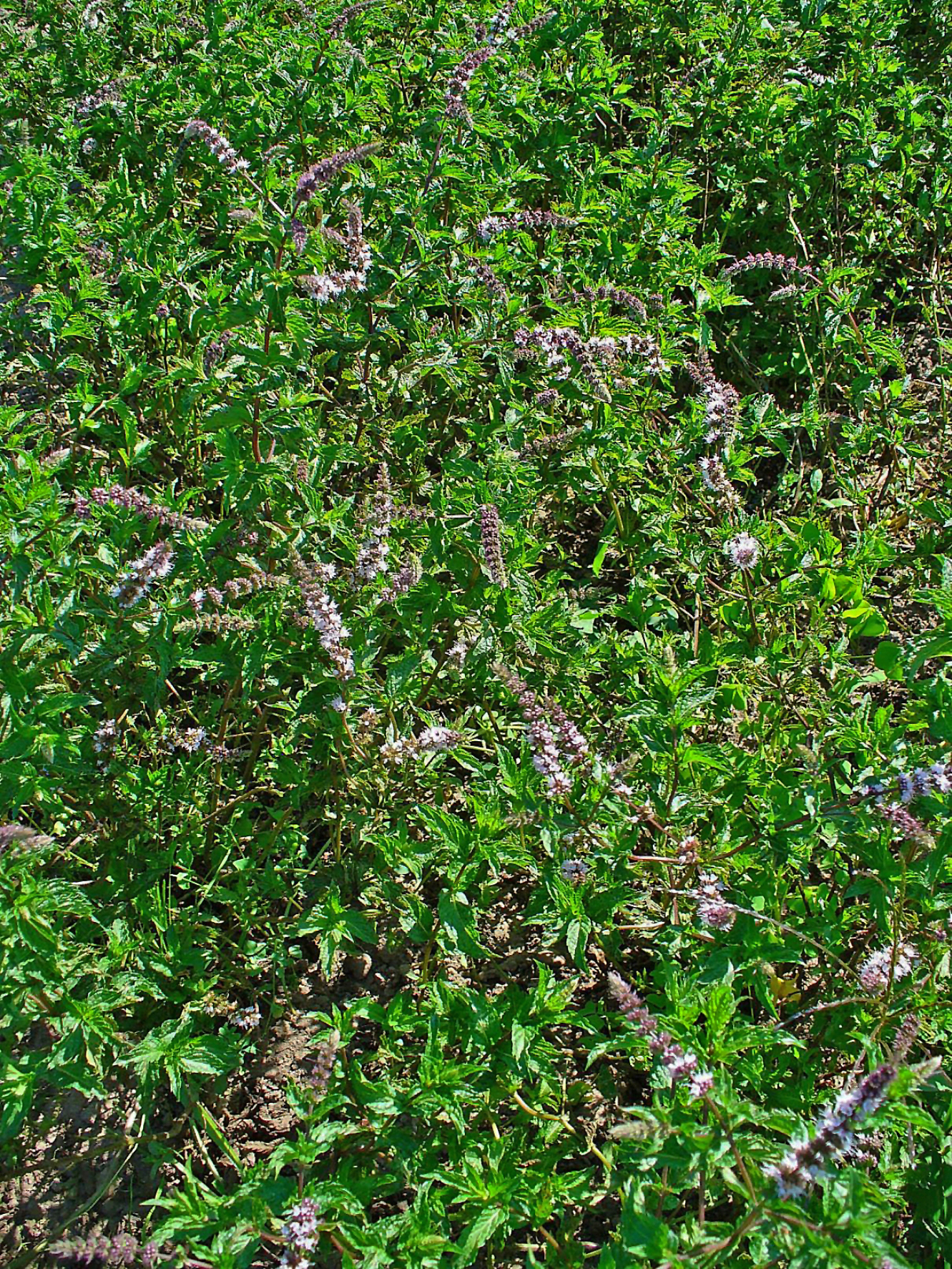
En su hábitat.

## Descripción
Es una planta herbácea que alcanza los 30 cm de altura. Las hojas le dan su nombre por su forma lanceolada (spica significa ‘lanza’ en latín); son muy aromáticas, serradas, glabras, pilosas por el envés. Las flores poseen un cáliz con cinco sépalos aproximadamente iguales y garganta glabra. La corola es lila, rosa o blanca, y muy glandulosa, de hasta 3 mm de largo. Las raíces son extensas e invasivas.

## Origen
El uso medicinal de la hierbabuena es viejo, como lo demuestra su presencia en la Capitulare de villis vel curtis imperii, una orden emitida por Carlomagno que reclama a sus campos para que cultiven una serie de hierbas y condimentos incluyendo «mentam», identificada actualmente como Mentha spicata.

## Usos

### En medicina popular
Tiene propiedades  útiles, antiespasmódicas, es carminativo, antiséptico, analgésico, antiinflamatorio y estimulante.
La forma más común de usar la hierbabuena es haciendo infusión con sus hojas. De esta forma se ayuda a tratar los problemas de indigestión, gases intestinales y las inflamaciones del hígado, actúa sobre la vesícula biliar ya que activa la producción de la bilis, además alivia los mareos, dolores y la congestión nasal.
Contiene mentol como principal componente activo, pudiendo actuar directamente sobre los nervios que transmiten la sensación dolorosa, amortiguando así tal sensación. También contiene mentona, felandreno y limoneno.
Estudios recientes han mostrado que la infusión de hierbabuena puede ser usada como un tratamiento leve de hirsutismo en las mujeres. Sus propiedades antiandrogénicas reducen el nivel de testosterona en la sangre.
En su uso tópico, el aceite con hierbabuena tiene acción relajante y actúa como antiirritante y analgésico con capacidad de reducir el dolor y de mejorar el flujo de la sangre al área afectada.
Al mezclar la infusión con aceite de oliva se obtiene un excelente ungüento que puede ser usado en compresas para curar las quemaduras y como calmante de calambres musculares, o como lubricante.

### Gastronómicos
La hierbabuena se consume como bebida en infusión, elaborada con 5 a 6 mL de agua a unos 80 °C. Se utiliza como hierba aromática, siendo uno de los aromas utilizados para caramelos, chicles, helados y otras preparaciones de repostería aromatizadas con menta. Se utiliza para aderezar ensaladas, sopas, carnes de caza y de cordero. Las hojas de Mentha spicata o hierbabuena también se utilizan para realizar uno de los cócteles más populares, el mojito cubano y para aromatizar platos como el puchero, procedente de Andalucía. La infusión de té con hierbabuena es el conocido té moruno.

### Nutrición
Entre los nutrientes y minerales que contiene se encuentran fibra, vitamina A, magnesio, hierro y folato.[cita requerida]

## Taxonomía
Mentha spicata fue descrita por Carlos Linneo y publicado en Species Plantarum 2: 576. 1753.

## Variedades y sinonimia
subsp. condensata (Briq.) Greuter & Burdet, Willdenowia 14: 301 (1984 publ. 1985). De la región del Mediterráneo.
- Mentha tomentosa subsp. condensata Briq., Bull. Trav. Soc. Bot. Genève 5: 97 (1889).
- Mentha microphylla var. condensata (Briq.) Briq. in H.G.A.Engler & K.A.E.Prantl, Nat. Pflanzenfam. 4(3a): 322 (1897).
- Mentha chalepensis Mill., Gard. Dict. ed. 8: 10 (1768).
- Mentha tomentosa d'Urv., Mém. Soc. Linn. Paris 1: 323 (1822), nom. illeg.
- Mentha microphylla K.Koch, Linnaea 21: 648 (1849).
- Mentha sieberi K.Koch, Linnaea 21: 649 (1849), provisional synonym.
- Mentha derelicta Déségl., Bull. Soc. Études Sci. Angers 8-9: 244 (1880).
- Mentha subsessilis Borbás, Oesterr. Bot. Z. 30: 20 (1880).
- Mentha sofiana Trautm., Bot. Közlem. 29: 111 (1932).
- Mentha sofiana subsp. kickxiifolia Trautm., Bot. Közlem. 29: 112 (1932).

subsp. spicata. De Europa hasta China.
- Mentha crispa L., Sp. Pl.: 576 (1753).
- Mentha viridis (L.) L., Sp. Pl. ed. 2: 804 (1763).
- Mentha romana Garsault, Fig. Pl. Méd.: t. 378 (1764), opus utique oppr.
- Mentha glabra Mill., Gard. Dict. ed. 8: 2 (1768).
- Mentha tenuis Michx., Fl. Bor.-Amer. 2: 2 (1803).
- Mentha crispata Schrad. ex Willd., Enum. Pl.: 608 (1809).
- Mentha laevigata Willd., Enum. Pl.: 609 (1809).
- Mentha undulata Willd., Enum. Pl.: 608 (1809).
- Mentha ocymiodora Opiz, Naturalientausch 4: 21 (1823).
- Mentha walteriana Opiz, Naturalientausch 9: 132 (1825).
- Mentha rosanii Ten., Fl. Neapol. Prodr. App. 5: 18 (1826).
- Mentha tenuiflora Opiz, Naturalientausch 11: 438 (1826).
- Mentha brevispicata Lehm., Index Seminum (HBG) 1828: 16 (1828).
- Mentha hortensis Opiz ex Fresen., Syll. Pl. Nov. 2: 227 (1828).
- Mentha pudina Buch.-Ham. ex Benth. in Wall, Pl. Asiat. Rar. 1: 29 (1830).
- Mentha balsamea Rchb., Fl. Germ. Excurs.: 309 (1831), nom. illeg.
- Mentha cordato-ovata Opiz, Naturalientausch 1831: 61 (1831).
- Mentha lacerata Opiz, Naturalientausch 1831: 60 (1831).
- Mentha lejeuneana Opiz, Nomencl. Bot.: 69 (1831).
- Mentha lejeuii Opiz ex Rchb., Fl. Germ. Excurs.: 309 (1831).
- Mentha tenuifolia Opiz ex Rchb., Fl. Germ. Excurs.: 309 (1831).
- Mentha michelii Ten. ex Rchb., Iconogr. Bot. Pl. Crit. 10: 27 (1832).
- Mentha pectinata Raf., Autik. Bot.: 113 (1840).
- Mentha inarimensis Guss., Enum. Pl. Inarim.: 255 (1855).
- Mentha atrata Schur, Enum. Pl. Transsilv.: 516 (1866).
- Mentha laciniosa Schur, Enum. Pl. Transsilv.: 515 (1866).
- Mentha piperella (Lej. & Courtois) Opiz ex Lej. & Courtois, Bull. Soc. Roy. Bot. Belgique 26: 86 (1887).
- Mentha sepincola Holuby, Pfl. Trenesiner Comit.: 74 (1888).
- Mentha tauschii Heinr.Braun in J.Holuby, Pfl. Trenesiner Comit.: 74 (1888).
- Mentha rubicunda Heinr.Braun & Topitz, Deutsche Bot. Monatsschr. 13: 147 (1895).
- Mentha romana Bubani, Fl. Pyren. 1: 385 (1897).
- Mentha integerrima Mattei & Lojac., Boll. Reale Orto Bot. Palermo 7: 72 (1908).[3]

## Nombre común
Batán, hierbabuena, hierba buena, hierba buena común, hierba romana, hojas de Santa María, hortelana, mastranzo, mastranzo menor, menta, menta griega, menta hortense, menta romana, menta verde, salvia romana, sándalo, sándalo de jardín, yerbabuena, yerba buena, yerba buena común, yerba buena de los huertos, yerba buena española, yerba de huerto (hierbahuerto, yerbahuerto u hortelana en Canarias), yerba del tiñoso, yerba olorosa, yerba santa.